# Șkîli, Horol
Șkîli (în ucraineană Шкилі) este un sat în comuna Musiivka din raionul Horol, regiunea Poltava, Ucraina.

## Demografie
Componența lingvistică a localității Șkîli
     Ucraineană (97,79%)
     Rusă (2,21%)
Conform recensământului din 2001, majoritatea populației localității Șkîli era vorbitoare de ucraineană (97,79%), existând în minoritate și vorbitori de rusă (2,21%).